# Giovanni Ferrero (imprenditore 1964)
Giovanni Ferrero (Torino, 21 settembre 1964) è un imprenditore italiano, dal 2011 amministratore delegato di Ferrero dopo la morte del fratello Pietro.
La sua ricchezza è valutata dalla rivista Forbes in circa 38.2 miliardi di dollari, rendendolo l'uomo più ricco d'Italia.

## Biografia
Secondogenito di Maria Franca Fissolo (1939) e dell'industriale Michele Ferrero (1925-2015), nel 1975 si trasferisce con la famiglia a Bruxelles dove studia alla scuola europea. Studia poi marketing negli Stati Uniti e rientra in Europa per occuparsi dell'azienda familiare. Nel 1997 diventa amministratore delegato della holding congiuntamente a suo fratello Pietro.
Nell'aprile 2011, dopo la morte di Pietro in Sudafrica a 47 anni, Giovanni diventa l'unico amministratore delegato della società, della quale suo padre Michele resta presidente fino alla morte, avvenuta nel 2015 all'età di 89 anni.
È anche uno scrittore affermato, ha pubblicato per Mondadori.

## Vita privata
È sposato dal 2005 con Paola Rossi.  

## Pubblicazioni
- Marketing progetto 2000. La gestione della complessità, 1990.
- Stelle di tenebra, Arnoldo Mondadori Editore, 1999.
- Campo Paradiso, Rizzoli, 2007.
- Il canto delle farfalle, Rizzoli, 2010.
- Il cacciatore di luce, Rizzoli, 2016.
- Blu di Prussia e rosso di porpora, Salani, 2021.